# هوارد كينغسلي وود
السير هوارد كينغسلي وود (بالإنجليزية: Howard Kingsley Wood)‏ (19 أغسطس 1881 - 21 سبتمبر 1943) سياسي محافظ إنجليزي. ابن وزير ويسليان الميثودي، كان مؤهلا كمحام، وتخصص بنجاح في التأمين الصناعي. وأصبح عضوا في مجلس مقاطعة لندن ثم عضوا في البرلمان.

عمل هوارد كوزير مبتدئ في نيفيل تشامبرلين في وزارة الصحة، وأنشاء تحالف شخصي وسياسي وثيق. وكان أول منصب حكومي له هو منصب مدير عام البريد العام، حيث حول مكتب البريد البريطاني من بيروقراطية إلى مؤسسة تجارية. وبوصفه وزير الدولة للطيران في الأشهر التي سبقت الحرب العالمية الثانية، أشرف على زيادة كبيرة في إنتاج الطائرات الحربية لجعل بريطانيا على قدم المساواة مع ألمانيا. عندما أصبح ونستون تشرشل رئيسا للوزراء في عام 1940، شغل وود منصب وزير الخزانة، حيث تبنى بعد ذلك السياسات التي طرحها جون ماينارد كينز، وتغيير دور الخزينة الملكية الفكرية من الإشراف على دخل الحكومة والإنفاق لتوجيه الاقتصاد البريطاني بأكمله.

ومن أحدث ابتكارات وود إنشاء «الدفع مقابل الربح» الذي يتم بموجبه خصم ضريبة الدخل من الراتب الحالي للموظفين، بدلا من تحصيلها بأثر رجعي. ولا يزال هذا النظام ساريا في بريطانيا. توفي هوارد فجأة في اليوم الذي سيتم فيه الإعلان عن النظام الجديد للبرلمان.